# Heroes Reborn (minisèrie)
Heroes Reborn és una minisèrie de 13 episodis en producció, spin-off d'Herois que s'emetrà l'any 2015.

## Argument
Partint de la sèrie original, "tornaran a aparèixer els elements essencials" on la gent normal descobrirà que té habilitats especials. Aquesta nova sèrie estarà precedida per un miniepisodi web el qual presentarà els nous personatges i l'argument principal.

## Repartiment
| - Jack Coleman com a Noah Bennet - Zachary Levi com a Luke Collins - Robbie Kay com a Tommy Clark/Nathan Bennet - Danika Yarosh com a Malina Bennet - Kiki Sukezane com a Miko Otomo/Katana Girl - Ryan Guzman com a Carlos Gutierrez/El Vengador - Rya Kihlstedt com a Erica Kravid - Gatlin Green com a Emily Duval - Henry Zebrowski com a Quentin Frady - Judith Shekoni as Joanne Collins - Sendhil Ramamurthy com a Mohinder Suresh - Jimmy Jean-Louis com a The Haitian - Greta Onieogou com a Aly - Rachael Ancheril com a Fiona - Nesta Marlee Cooper com a Dahlia - Jake Manley com a Brad | - Greg Grunberg com a Matt Parkman - Noah Gray-Cabey com a Micah Sanders - Masi Oka com a Hiro Nakamura - Cristine Rose com a Angela Petrelli - Francesca Eastwood com a Molly Walker - Pruitt Taylor Vince com a Caspar Abraham - Peter Mooney com a Francis - Eve Harlow com a Taylor Kravid - Aislinn Paul com a Phoebe Frady - Carlos Lacamara com a Pare Mauricio - Nazneen Contractor com a Farah Nazan - Dylan Bruce com a Captain James Dearing - Clé Bennett com a Harris - Lucius Hoyos com a Jose Gutierrez - Krista Bridges com a Anne Clark - Toru Uchikado com a Ren Shimosawa - Richie Lawrence com a Dennis Collins - Marco Grazzini com a Oscar Gutierrez/El Vengador - Hiro Kanagawa com a Hachiro Otomo - Michael Therriault com a Richard |